# Sandhøhallet
Sandhøhallet (norwegisch für Sandhöhenhang) ist ein kleiner Gletscher im ostantarktischen Königin-Maud-Land. Im Conradgebirge der Orvinfjella fließt er von den Südhängen der Sandhø in südöstlicher Richtung.
Norwegische Kartographen, die ihn auch in Anlehnung an die Benennung der Sandhø benannten, kartierten ihn anhand von Luftaufnahmen und Vermessungen der Dritten Norwegischen Antarktisexpedition (1956–1960).